# Brimont
Brimont ist eine französische Gemeinde mit 453 Einwohnern (Stand: 1. Januar 2022) im Département Marne in der Region Grand Est. Sie gehört zum Arrondissement Reims und ist Mitglied im Gemeindeverband Communauté urbaine du Grand Reims. Die Einwohner werden Brimontois und Brimontoises genannt.

## Geografie

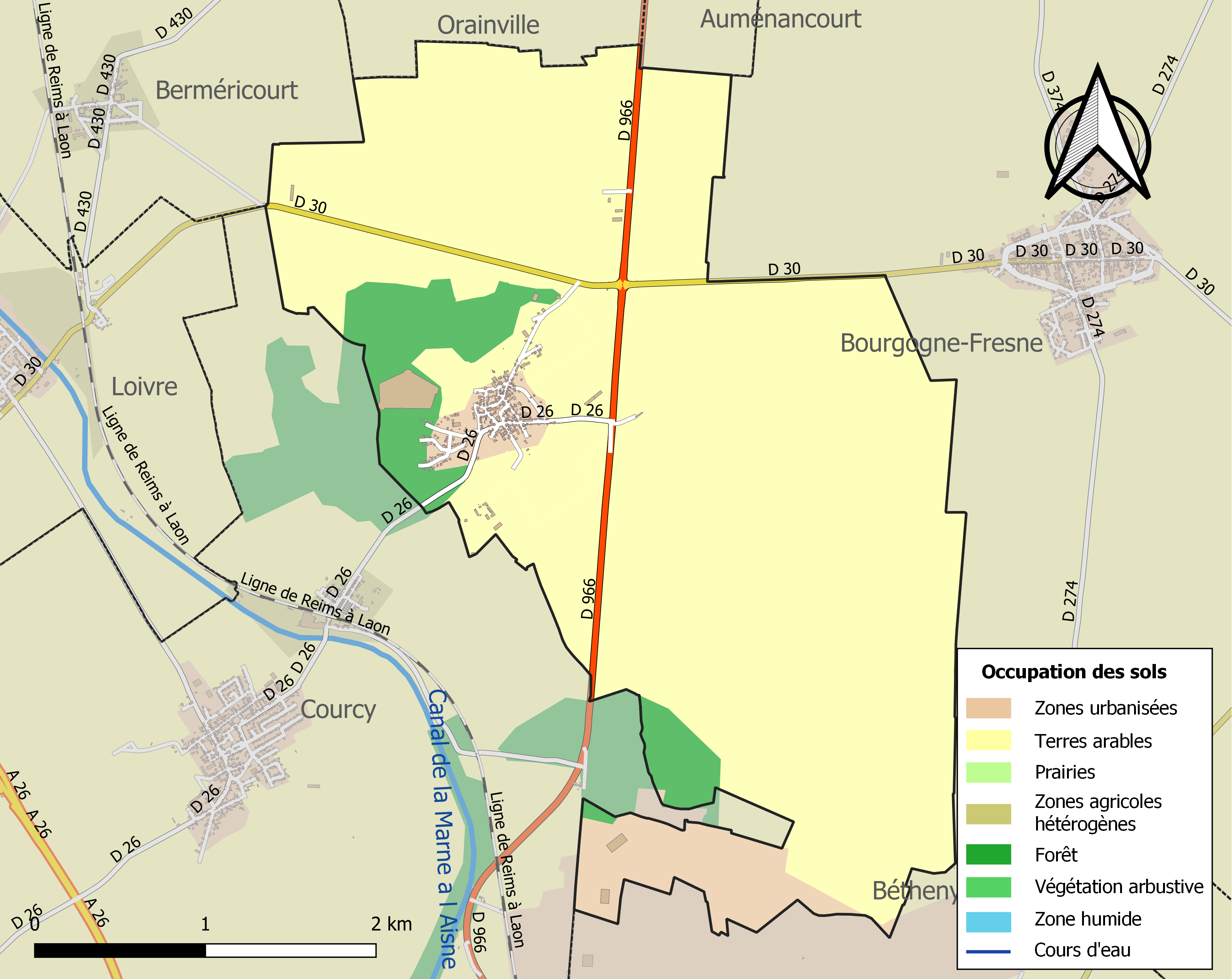
Bodennutzung und Infrastruktur der Gemeinde (2018)

Brimont liegt etwa neun Kilometer nördlich von Reims am nördlichen Rand des Départements Marne an der Grenze zum benachbarten Département Aisne. Die Gemeinde befindet sich im Norden der historischen Provinz Champagne. Es gibt keine Fließgewässer auf dem Gemeindegebiet. Das Zentrum liegt auf einer Höhe von etwa 140 m auf einem Höhenrücken von etwa vier Kilometer Breite, deren größte Höhe von 170 m beim ehemaligen Fort westlich des Zentrums zu finden ist.
Etwa 86 % der Fläche der Gemeinde werden landwirtschaftlich, hauptsächlich als Kulturboden, genutzt, etwa 7 % sind bewaldet (Stand: 2018).
Umgeben wird Brimont von den Nachbargemeinden Orainville (Département Aisne) im Norden, Auménancourt im Nordosten, Bourgogne-Fresne im Osten, Bétheny im Süden, Courcy im Westen und Südwesten sowie Berméricourt im Nordwesten.

## Bevölkerungsentwicklung
| Jahr                       | 1962 | 1968 | 1975 | 1982 | 1990 | 1999 | 2006 | 2013 | 2020 |
| Einwohner                  | 350  | 296  | 335  | 316  | 457  | 456  | 453  | 437  | 453  |
| Quellen: Cassini und INSEE |      |      |      |      |      |      |      |      |      |

## Sehenswürdigkeiten
- Heutige Kirche Saint-Rémi, nach dem Ersten Weltkrieg 1920 neu errichtet
- Ehemaliges Fort de Brimont, 1876 bis 1878 erbaut
- Deutscher Soldatenfriedhof

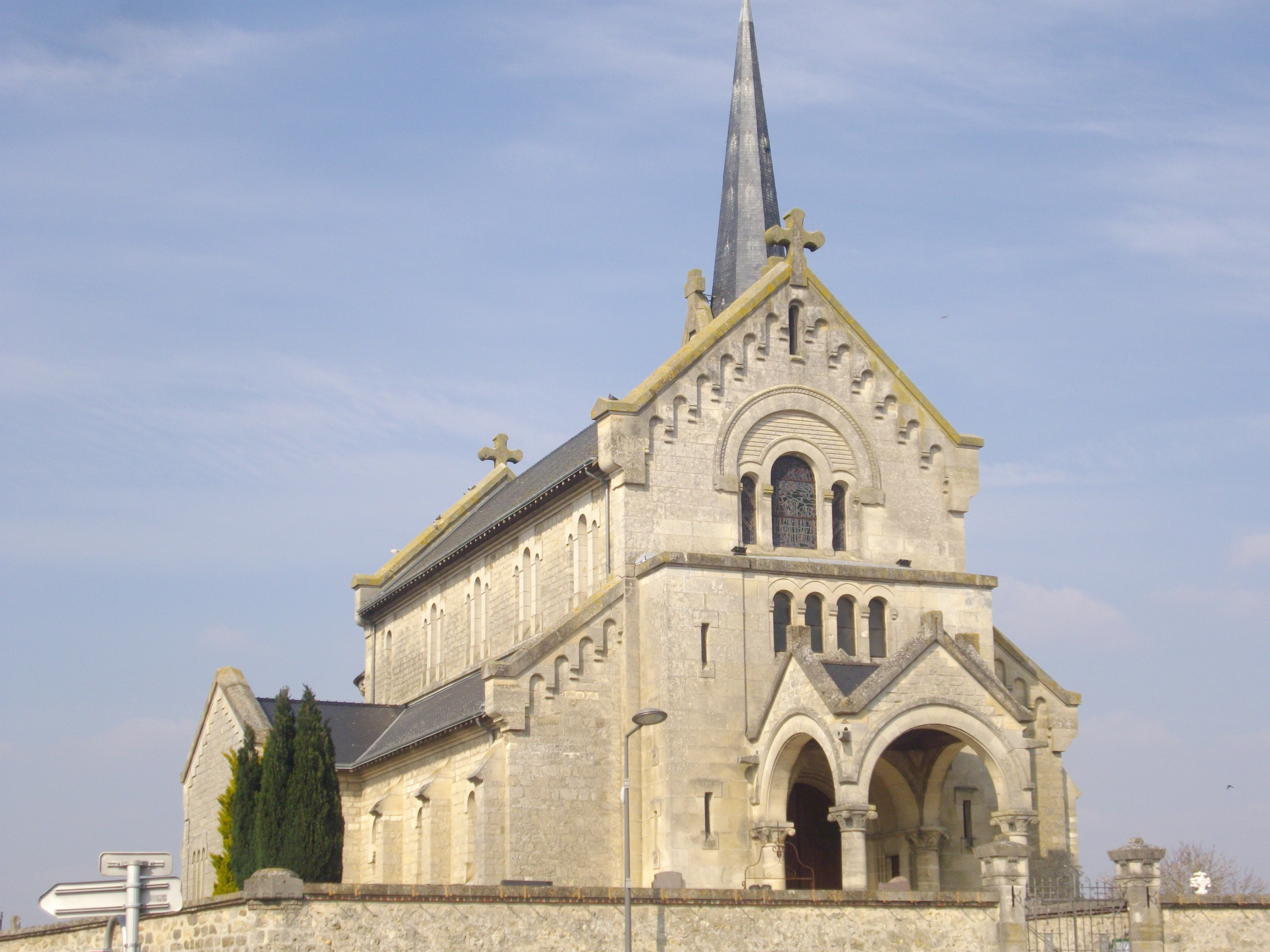
Kirche Saint-Rémi
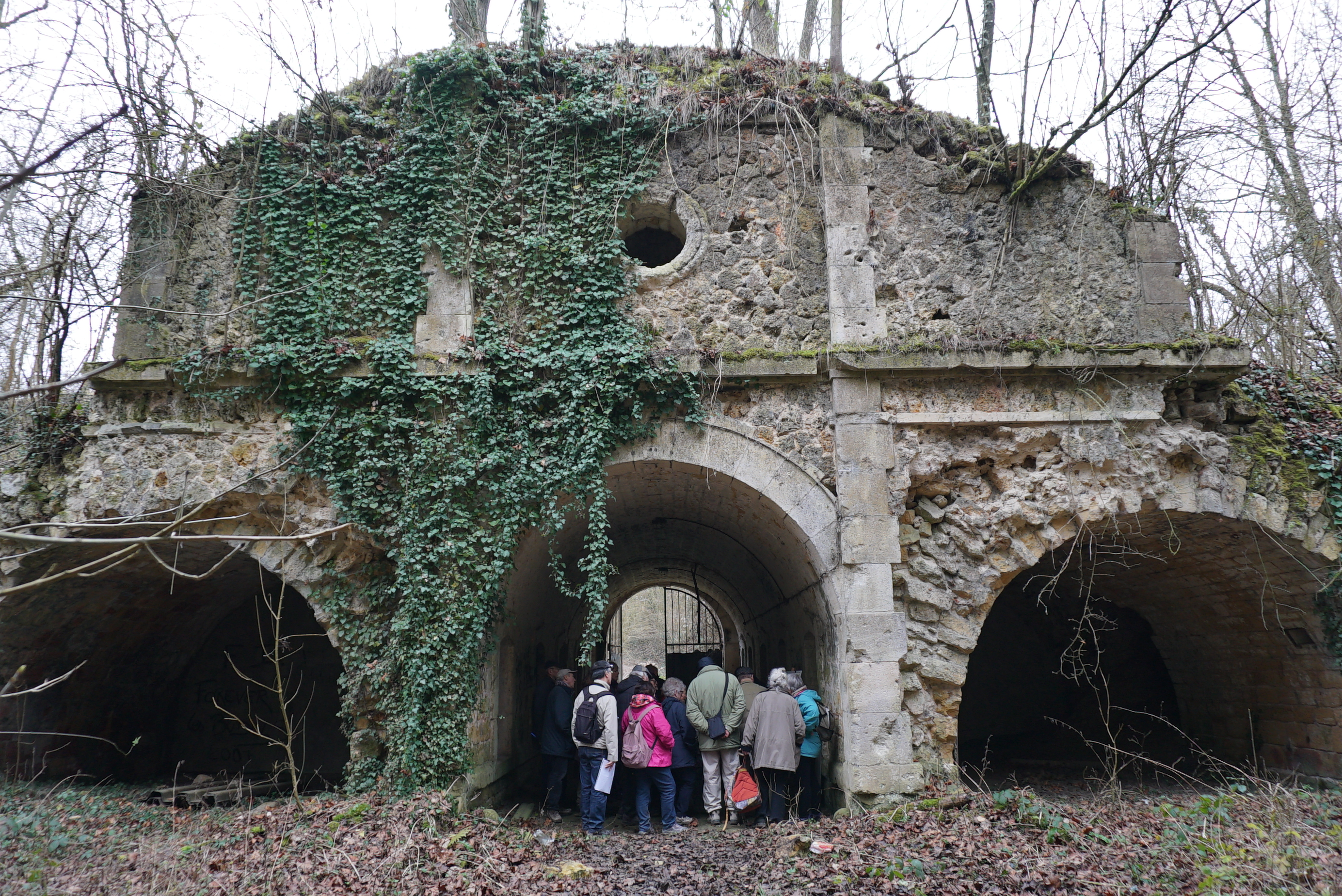
Heutiger Eingang zum ehemaligen Fort de Brimont

## Verkehr
Die Departementsstraße D 966, die ehemalige Route nationale 366, von Vervins nach Reims durchquert das Gemeindegebiet von Nord nach Süd. Die D 30 von Fismes über Berméricourt und Loivre im Westen nach Époye über Bourgogne-Fresne im Osten durchquert Brimont nördlich des Zentrums. Die nachgeordnete D 26 führt nach Courcy im Südwesten.